# NGC 1924
NGC 1924 é uma galáxia espiral barrada (SBbc) localizada na direcção da constelação de Orion. Possui uma declinação de -05° 18' 37" e uma ascensão recta de 5 horas, 28 minutos e 01,9 segundos.
A galáxia NGC 1924 foi descoberta em 5 de Outubro de 1785 por William Herschel.